# Coalton (Illinois)
Pour les articles homonymes, voir Coalton.
Coalton est un village situé au centre du comté de Montgomery dans l'Illinois, aux États-Unis,. Il est incorporé le 24 juillet 1916.

## Démographie
Lors du recensement de 2010, le village comptait une population de 304 habitants. Elle est estimée, en 2016, à 292 habitants.

### Source de la traduction
- (en) Cet article est partiellement ou en totalité issu de l’article de Wikipédia en anglais intitulé « Coalton, Illinois » (voir la liste des auteurs).